# Ana Firmino
Ana Firmino (Ilha do Sal, 1953) é uma cantora cabo-verdiana.
Nascida na Ilha do Sal dedicou-se integralmente à música somente a partir dos seus 30 anos. Atua inúmeras vezes em Cabo Verde e na Europa, em particular em Portugal, inclusivamente na televisão.
Colaborou em dois temas do LP "Feiticeira di côr Morena" de Travadinha. Em 1989 passa pelos Encontros Acarte da Gulbenkian e edita o disco "Carta de nha Cretcheu" através da Kolá Records. Emigra para Portugal no início dos anos 1990.
Participou como atriz nos filmes Fintar o Destino, de 1998, e Testamento do Senhor Napumoceno, de 1997. Em 1998 editou o disco Amor É Tão Sabe. Em 2003 foi editado o álbum "Viva Vida".
É sobretudo considerada enquanto intéprete de morna e de outros géneros musicais caboverdianos. Uma das suas canções mais conhecidas é Chico Malandro, produzida por um dos músicos caboverdianos mais bem sucedidos, Tito Paris.

## Discografia
- Carta De Nha Cretcheu (Associação De Amizade Portugal - Cabo Verde, 1989)
- Amor É Tão Sabe (Africana/VC, 1998)
- Viva Vida (2003)